# Rehén de ilusiones
Rehén de ilusiones es una película argentina dirigida por Eliseo Subiela y protagonizada por Daniel Fanego, Romina Ricci y Atilio Pozzobón. 
Fue estrenada el 9 de agosto de 2012.

## Sinopsis
Pablo es un escritor de sesenta años que, casualmente, se encuentra con Laura una exalumna que ahora tiene treinta y cinco. Ella ha estado enamorada de él cuando era su profesor en la facultad. Ahora irrumpirá en la vida de Pablo de manera atrevida y fogosa, que redescubre su sexualidad, accediendo a la ilusión de volver a su juventud.

## Reparto
- Daniel Fanego como Pablo (escritor)
- Romina Ricci como Laura (periodista)
- Atilio Pozzobón como Quiroga
- Mónica Gonzaga como Magdalena
- Ricardo Merkin como Martin
- Gustavo Jalife como Periodista
- Claudio Torres como Portero
- Viviana Piccolo como Vecina
- Vito Pensa Piccolo como Niño de vecina 1
- Romeo Pensa Piccolo como Niño de vecina 2
- Silvia Marta Balcells como Rosa Quiroga
- Ana María Ambas como Tia de Laura
- Corina Romero como Betty (Empleada)
- Daniel Rossi como Militar discurso
- Juan Carlos Viva como Cura
- Pablo Drigo como Hombre 1
- Julio Vieyra como Hombre 2
- Pasta Dioguardi como Hombre 3
- Ma. Ester Oviedo como Mujer 1
- Alicia Funcasta como Mujer 2
- María Luz Subiela como Mujer 3
- Candela Arrieta]] como Nena
- Jacinto Buzio como Mozo de bar
- Fernando Betoldi como Mobilero
- Fanfarria Militar Alto Perú como Banda Militar
- Ma. Del Carmen Bello como Conductora noticiero